# تاي ديغز
تاي ديغز (بالإنجليزية: Taye Diggs)‏ مواليد 2 يناير 1971 في نيوآرك، الولايات المتحدة، هو ممثل ومغن أمريكي بدأ مسيرته الفنية سنة 1994.

## الأعمال

### أفلام
- إكويليبريوم (2002)
- شيكاغو (2002)
- بسيك (2003)
- لدينا عرس عائلي (2010)

### مسلسلات
| السنة | العمل          | الدور |
| ----- | -------------- | ----- |
| 1997  | غايدنغ لايت    |       |
| 2001  | آلي مكبيل      |       |
| 2003  | بانكد          |       |
| 2003  | إد             |       |
| 2003  | الجناح الغربي  |       |
| 2006  | ويل وغريس      | جيمس  |
| 2007  | غريز أناتومي   |       |
| 2010  | شارع السمسم    |       |
| 2013  | الفتاة الجديدة |       |
| 2014  | ذا غود وايف    |       |
| 2016  | إن سي آي إس    |       |
| 2016  | إمباير         |       |

## الجوائز
| السنة | الجهة                                  | الفئة                                                                     | النتيجة |
| ----- | -------------------------------------- | ------------------------------------------------------------------------- | ------- |
| 2000  | جوائز الجمعية الوطنية للنهوض بالملونين | جائزة الجمعية الوطنية للنهوض بالملونين لـ أفضل ممثل في فيلم               | رُشِّح     |
| 2002  | جوائز الجمعية الوطنية للنهوض بالملونين | جائزة الجمعية الوطنية للنهوض بالملونين لـ أفضل ممثل مساعد في مسلسل كوميدي | رُشِّح     |
| 2003  | جوائز الجمعية الوطنية للنهوض بالملونين | جائزة الجمعية الوطنية للنهوض بالملونين لـ أفضل ممثل في فيلم               | رُشِّح     |
| 2003  | جائزة اختيار المراهقين                 | جائزة اختيار المراهقين                                                    | رُشِّح     |
| 2003  | جائزة اختيار المراهقين                 | جائزة اختيار المراهقين                                                    | رُشِّح     |
| 2003  | جائزة نقابة ممثلي الشاشة               | جائزة نقابة ممثلي الشاشة لـ الأداء المبهر للطاقم في فيلم                  | فوز     |
| 2005  | جوائز الجمعية الوطنية للنهوض بالملونين | جائزة الجمعية الوطنية للنهوض بالملونين لـ أفضل ممثل في مسلسل دراما        | فوز     |
| 2008  | جوائز الجمعية الوطنية للنهوض بالملونين | جائزة الجمعية الوطنية للنهوض بالملونين لـ أفضل ممثل مساعد في مسلسل دراما  | رُشِّح     |
| 2009  | جوائز الجمعية الوطنية للنهوض بالملونين | جائزة الجمعية الوطنية للنهوض بالملونين لـ أفضل ممثل مساعد في مسلسل دراما  | فوز     |
| 2010  | جوائز الجمعية الوطنية للنهوض بالملونين | جائزة الجمعية الوطنية للنهوض بالملونين لـ أفضل ممثل في مسلسل دراما        | رُشِّح     |
| 2012  | جوائز الجمعية الوطنية للنهوض بالملونين | جائزة الجمعية الوطنية للنهوض بالملونين لـ أفضل ممثل في مسلسل دراما        | رُشِّح     |
| 2015  | جوائز الجمعية الوطنية للنهوض بالملونين | جائزة الجمعية الوطنية للنهوض بالملونين لـ أفضل ممثل في مسلسل دراما        | رُشِّح     |

## روابط خارجية
- تاي ديغز على موقع IMDb (الإنجليزية)
- تاي ديغز على موقع ألو سيني (الفرنسية)
- تاي ديغز على موقع ميوزك برينز (الإنجليزية)
- تاي ديغز على موقع أول موفي (الإنجليزية)
- تاي ديغز على موقع قاعدة بيانات برودواي على الإنترنت (الإنجليزية)
- تاي ديغز على موقع قاعدة بيانات برودواي على الإنترنت (الإنجليزية)
- تاي ديغز على موقع قاعدة بيانات الأفلام السويدية (السويدية)
- تاي ديغز على موقع إن إن دي بي (الإنجليزية)
- تاي ديغز على موقع ديسكوغز (الإنجليزية)
- تاي ديغز على موقع قاعدة بيانات الفيلم (الإنجليزية)